# Bernard Gregory
Bernard Paul Gregory (Bergerac 19 de enero de 1919 - Élancourt 24 de diciembre de 1977) fue un destacado físico francés, exalumno de la École polytechnique (Palaiseau) y de la École nationale supérieure des mines (Mines ParisTech - París), así como uno de los principales responsables científicos de Francia y de Europa, en el período de la posguerra.

## Biografía

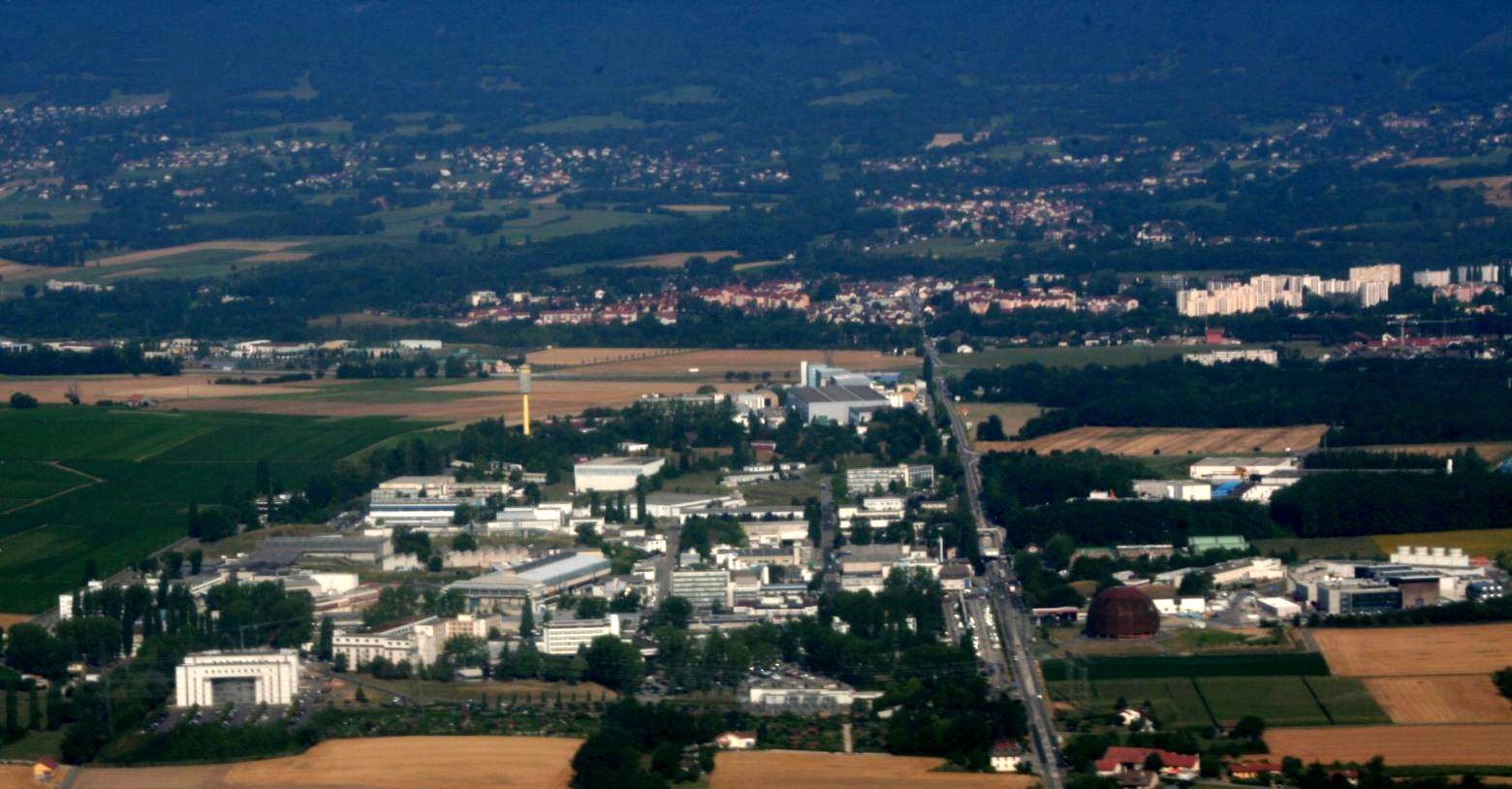
Vista general del sitio principal del CERN, en la frontera franco-suiza, cerca de Ginebra.

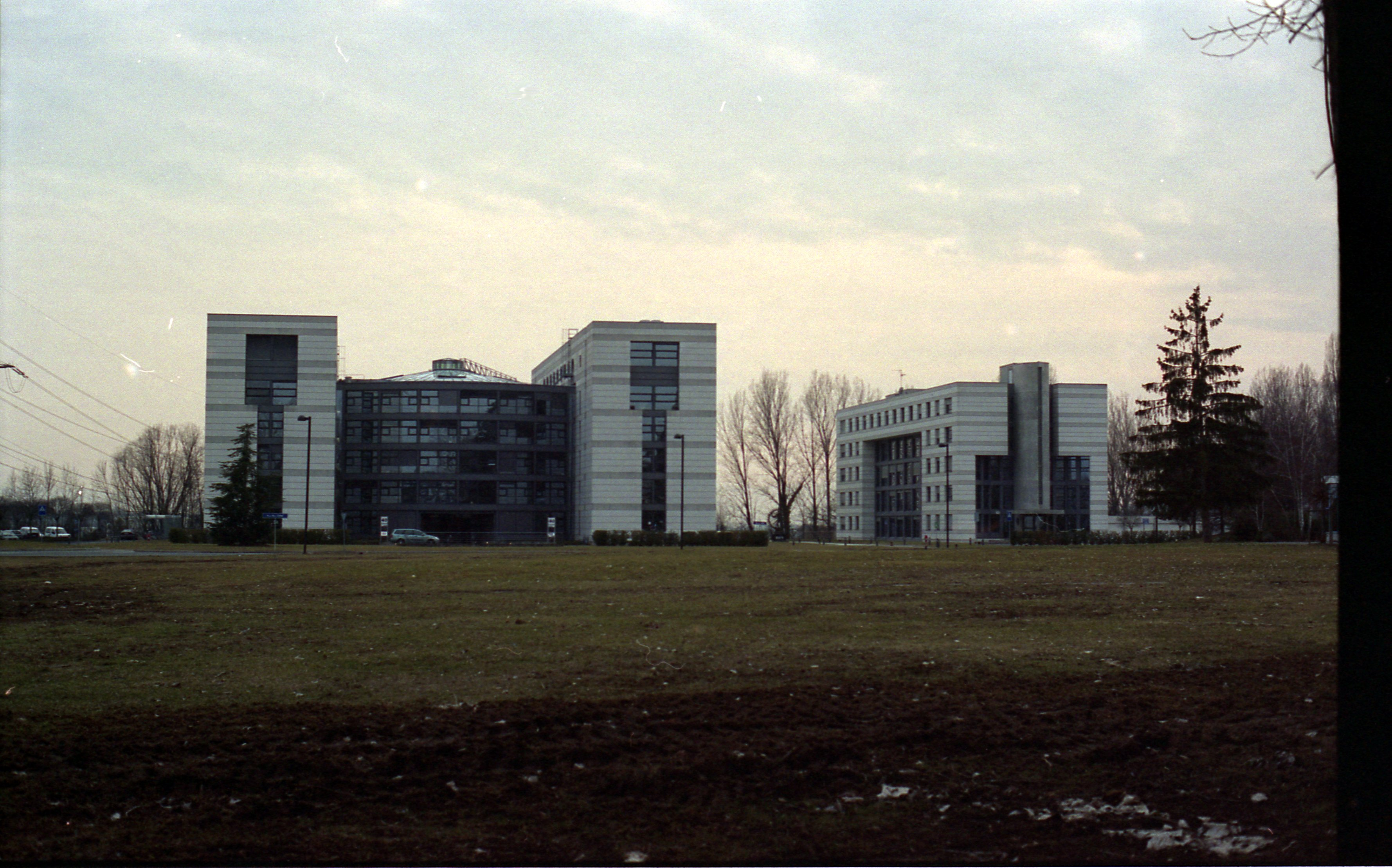
Edificios del CERN.

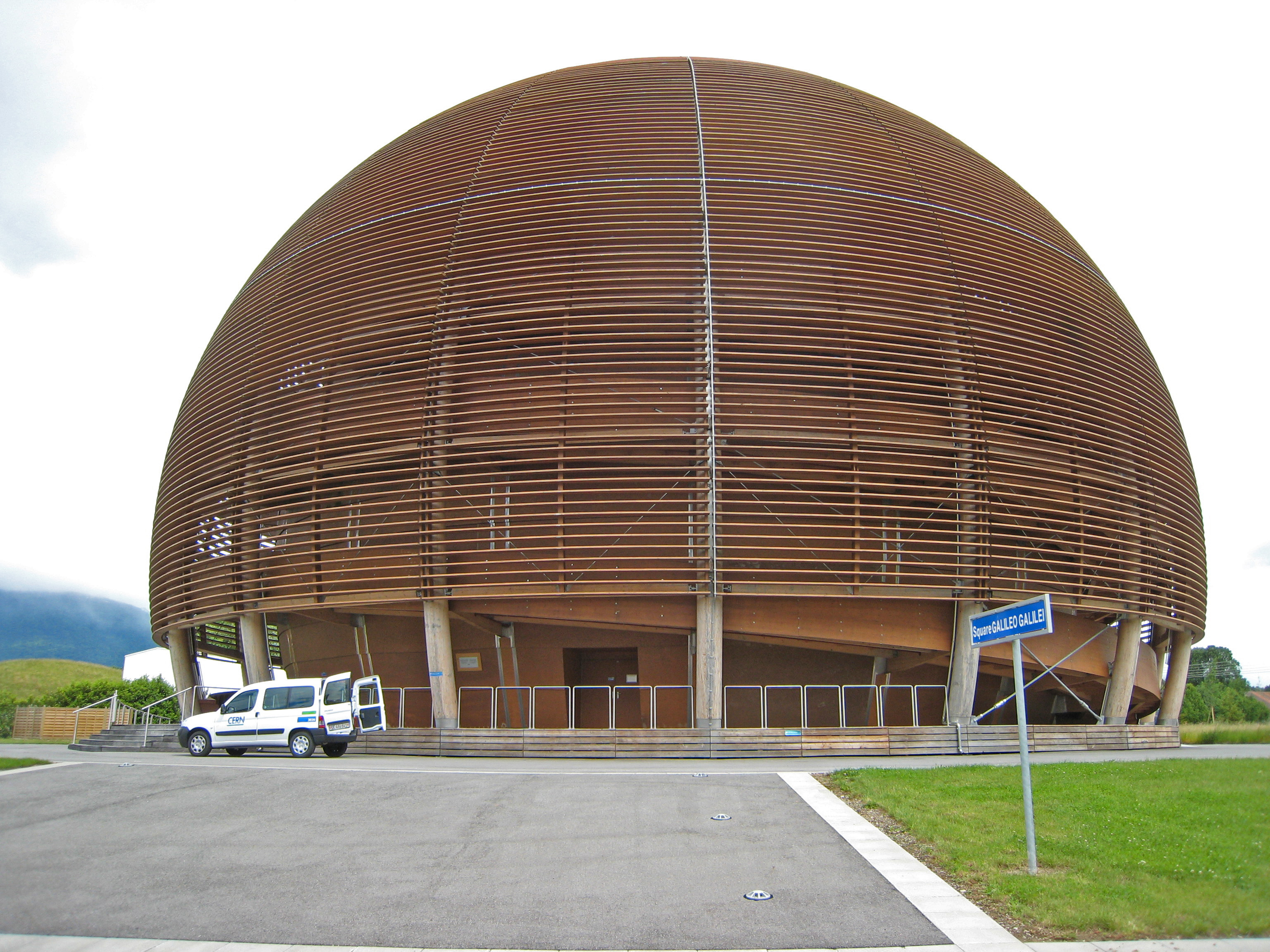
El Globo de la Ciencia y la Innovación (CERN).

Después de haber estado como prisionero de guerra en un «Offizier-Lager», terminó brillantemente sus estudios en el Politécnico, para seguidamente ir a Estados Unidos, donde realizó estudios sobre las partículas fundamentales a través de las interacciones producidas con radiaciones cósmicas de alta energía. Después de aprobada su tesis sobre reacciones nucleares producidas por rayos cósmicos, bajo la dirección de Bruno Rossi en el Instituto de Tecnología de Massachusetts, volvió a Francia donde pronto sería nombrado subdirector del Laboratorio de Física organizado por Louis Leprince-Ringuet en el Politécnico.
A su llegada al laboratorio, formó equipo con Charles Peyrou, Jean Crussard, André Lagarrigue, y también con otros físicos universitarios. Poco después, André Astier se agregó al grupo.
Precisamente fue con Charles Peyrou, que Bernard Gregory realizó la experiencia con las dos Cámaras de Wilson, grandes y superpuestas, ubicadas en el llamado Pic du Midi de Bigorre, detectando gran presencia de rayos cósmicos: esta experiencia permitió descubrir y confirmar algunas propiedades de los mesones, de los mesones pesados, y de los hiperones. El Gran Premio Cognacq-Jay de la 'Académie des sciences' les fue otorgado precisamente para coronar este trabajo.
Después de la citada experiencia con los rayos cósmicos, a partir de 1955, el laboratorio se reestructuró en vista de la inminente puesta en servicio del gran acelerador de partículas, el Sincrotrón de protones (PS por su abreviación en inglés) del Organización Europea para la Investigación Nuclear (CERN). Bernard Gregory tomó entonces la dirección de una gran Cámara de burbujas (en francés: chambre à bulles) de 81 centímetros a hidrógeno líquido. Dicha cámara era un sucesor mejorado de la "Cámara de Wilson", que daba no solamente las trayectorias de las partículas ionizantes, sino también las características de sus interacciones con los núcleos atómicos presentes en gran densidad en el líquido de la cámara. Dicha cámara de burbujas llegó al CERN en el momento de la puesta en servicio del acelerador, y gracias a ello, más de diez millones de fotografías de interacciones nucleares fueron tomadas y distribuidas en muchos laboratorios europeos, propiciando así una larga serie de descubrimientos.
En 1958, Bernard Gregory fue nombrado profesor de Física en la Escuela Politécnica, y este nombramiento provocó una profunda transformación en la enseñanza de esa disciplina. La estructura y contenido del curso fue elaborado por todo un equipo de especialistas, propiciando todo tipo de presentaciones magistrales y « enseñanzas cortas ».
Fue miembro de la Dirección de Investigación del CERN de 1964 a 1965. Cuando el CERN buscaba a un director general para sustituir a Victor Weisskopf quien retornaba a Estados Unidos, se pensó en Bernard Gregory, quien finalmente cumplió esas funciones entre 1965 y 1970. Entonces fueron construidos equipos nuevos y únicos en el mundo, y se instaló un nuevo gran acelerador de 300 GeV (1 GeV = 109 eV), que actualmente aún se encuentra en funcionamiento.
A su retorno a París en 1971, Bernard Gregory tomó la dirección del Laboratorio de la Escuela Politécnica, pero poco después, fue solicitado para ocupar el cargo de director general del Centre National de la Recherche Scientifique (CNRS). En realidad ocupó esa posición en forma relativamente breve, ya que en 1975 se le confió la dirección de la Délégation Générale à la Recherche Scientifique et Technique (DGRST). Gregory fue elegido presidente del Consejo del CERN, pero murió antes de ocupar este cargo.

## Asociación Bernard Gregory
Meses antes fallecer, Gregory creó un grupo de trabajo para centrarse en la integración profesional de jóvenes científicos con doctorado. De este grupo surgió la Asociación Bernard Gregory, fundada en 1980, una institución con sede en París, que actúa como intermediario entre empresas comerciales y jóvenes académicos con un doctorado a nivel francés e internacional y es particularmente útil en la búsqueda de puestos de trabajo o candidatos.

## Cronología detallada
- 1939 Estudios en la Escuela Politécnica.
- 1939-1940 Subteniente de artillería. Cruz de guerra.
- 1946-1947 Estudiante en la Escuela Nacional de Minas de París. Designado ingeniero ordinario en el cuerpo minero. Asignado a la investigación científica.
- 1959-1964 Desarrollo de la cámara de burbujas de hidrógeno líquido de 80 cm construida en Saclay, que funcionó en el CERN sobre interacciones nucleares de alta energía, la producción de antiprotones y las características de sus aniquilaciones e interacciones. Definición y propiedades de resonancias bosónicas.

## Distinciones
- Oficial de la Légion d'honneur.
- Croix de guerre 1939-1945.
- Comandante de la Orden de las Palmas Académicas.
- Laureado con el premio Cognac-Jay de la 'Académie des sciences', con sus colegas Astier, Armenteros, Lagarrigue, y Muller.
- Corresponsal de la 'Académie des sciences en physique' (5 de marzo de 1973).
- Fellow del 'Imperial College' de Londres.
- Comandante de la 'Orden de Rio Branco' (Brasil) .